# Wegkapelle (Weismain)

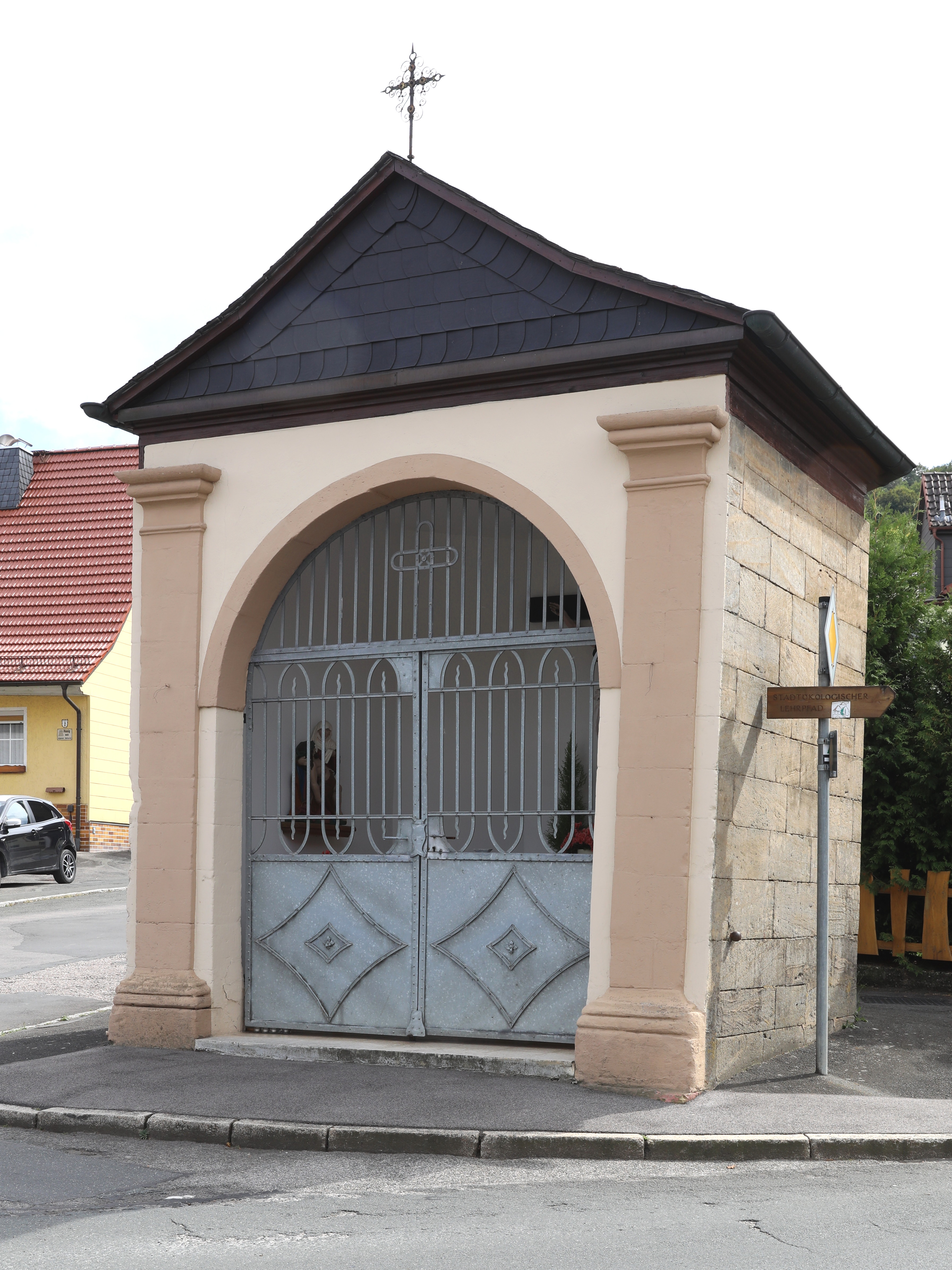
Wegkapelle in Weismain

Die Wegkapelle (auch Kleine Kreuzkapelle) in Weismain ist eine katholische Kapelle in der oberfränkischen Stadt Weismain im Landkreis Lichtenfels (Bayern). Sie ist als Baudenkmal unter der Nummer D-4-78-176-70 durch das Bayerische Landesamt für Denkmalpflege geschützt.

## Lage
Die Kapelle befindet sich auf 320 m ü. NHN, etwa 160 m südlich des Oberen Tors an der Ortsdurchfahrtsstraße in Weismain.

## Geschichte und Beschreibung
An der Stelle der heutigen Kapelle ließ der ehemalige Weismainer Bürgermeister Johann Moritz Schmelzing eine erste Wegkapelle errichten. Sie diente primär der privaten Andacht der Gläubigen und als Station für Fronleichnamsprozessionen. Unterhalten wurde sie von der Corporis-Christi-Bruderschaft.
Da die Kapelle baufällig geworden war, beschloss die Kirchenverwaltung 1840, die Kapelle durch einen Neubau, die heutige Kapelle, im Stile der Neorenaissance zu ersetzen. Der Neubau stellt eine originalgetreue Kopie des Vorgängerbaus dar und wurde durch den Weismainer Maurermeister Konrad Müller ausgeführt. Den Entwurf dazu hatte er am 7. September 1840 vorgelegt.
Es handelt sich um einen quadratischen, dreiseitig geschlossenen Sandsteinbau mit verschiefertem Satteldach. Die Front besteht aus einem großen, offenen Torbogen, der durch schmiedeeiserne Gittertüren verschlossen ist, aber einen freien Blick auf das Interieur der Kapelle zulässt. Das Kruzifix im Inneren der Kapelle stammt aus der Zeit um 1680 von einem unbekannten Künstler und zierte bereits den Vorgängerbau. Verschwunden sind die Figuren von Maria und Johannes des Täufers. Beidseitig des Torbogens befinden sich zwei sandsteinerne Pilaster.